# Eco evo devo
La eco-evo-devo (del inglés «ecological evolutionary developmental biology», 'biología ecológica y evolutiva del desarrollo') es una rama de la biología que estudia cuáles son los efectos de las señales ambientales en la generación de los fenotipos durante el desarrollo de un organismo y cómo esto afecta al proceso evolutivo de las especies. De acuerdo con la teoría de la evolución por selección natural los organismos deben responder a las condiciones ambientales para poder sobrevivir y reproducirse. En este sentido, el ambiente juega un papel de filtro en el que, dependiendo de las presiones de selección, los fenotipos de los individuos con la mejor  adecuación estarán representados en las generaciones futuras. Sin embargo, el ambiente, como un conjunto de factores bióticos y abióticos que interactúan con los organismos, también puede ser una fuente de variación fenotípica. En efecto, algunas diferencias entre fenotipos son parte de las respuestas que los organismos  expresan en el ambiente en el que viven. Sin la capacidad de integrar la información del ambiente y de las interacciones ecológicas, los organismos no tendrían manera de responder a los cambios en estos aspectos. Esto significa que no toda la información necesaria para la generación de un organismo está contenida en el embrión, o dicho de otra forma, “los genes no son la única explicación para la diversidad biológica”.

## Eco-devo: el papel creador del ambiente en el desarrollo biológico
La biología del desarrollo  y la evo-devo sostienen que la generación de los fenotipos resulta de la expresión diferencial de los genes de la "caja de herramientas del desarrollo". Gracias a los avances tecnológicos de la biología molecular, se han comenzado a comprender los mecanismos de regulación transcripcional de los genes durante el desarrollo. Scott Robert (2004) argumenta que el estudio del papel de los genes en el desarrollo se ha hecho a través de modelos en los que se mantienen variables ambientales constantes dentro de un laboratorio.  No obstante, fuera de los laboratorios los organismos se  desarrollan en ambientes cambiantes. Estudiar cómo los genes participan en la generación de un organismo resuelve el problema del papel de los genes en el desarrollo y no del desarrollo en sí.
Para poder ver al desarrollo de una manera más integral se ha planteado que hay que tomar en cuenta el papel que las variables ambientales y los efectos que las interacciones con otros organismos tienen en la creación de diferentes fenotipos. Wilhelm Johannsen sostenía que el genotipo es una unidad de información sobre el potencial de tener cierto fenotipo. Para Johannsen, la herencia no involucra la transmisión de caracteres si no el potencial de tener ciertos caracteres.  Que un organismo desarrolle un fenotipo u otro, decía Johannsen, depende del ambiente en el que se desarrolla. Esta idea ha sido retomada por Eva Jablonka y Marion Lamb (2005), quienes proponen que los seres vivos no solo heredamos información genética sino también información epigenética, conductual y simbólica, las cuales afectan a los procesos evolutivos.  A partir de estas observaciones la biología ecológica del desarrollo Eco Devo se ha encargado de estudiar el desarrollo en su contexto ecológico.

## Descripción breve de la plasticidad fenotípica
La plasticidad fenotípica es la capacidad de un mismo genotipo de generar diferentes fenotipos en condiciones ambientales distintas (Véase:biología evolutiva del desarrollo). La plasticidad fenotípica es una propiedad de la característica fenotípica, no del individuo. Cuando la plasticidad se ve a nivel de individuo se le llama plasticidad del desarrollo. Existen dos tipos principales de plasticidad fenotípica: la norma de reacción y los polifenismo. En la norma de reacción, el genotipo codifica el potencial para un intervalo continuo de fenotipos potenciales, y el ambiente que el individuo encuentra, determina el fenotipo. Un ejemplo son los cuernos de las especies de insectos que está determinados por la calidad y la cantidad de comida que dispone la larva. El segundo tipo de plasticidad fenotípica es el polifenismo, que se refiere a los fenotipos discontinuos generados por el ambiente. Dentro de este subtipo está la determinación del sexo en reptiles, en la cual un intervalo de temperaturas induce el desarrollo de hembras o machos.

## Pistas ambientales que desencadenan plasticidad fenotípica

### Pistas bióticas

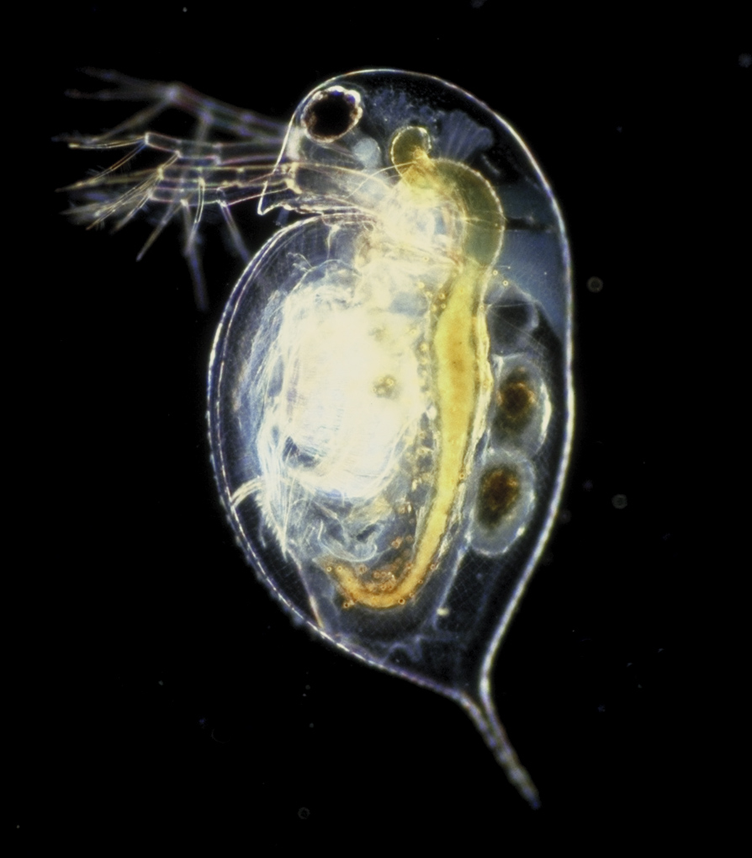
Daphnia pulex

Las pistas bióticas que desencadenan los cambios en el fenotipo son: la presencia de depredadores, la presencia de conspecíficos, y la dieta.
La presencia de depredadores es un agente importante que afecta la trayectoria del desarrollo del organismo. Los organismos pueden detectar la presencia de los depredadores, por ejemplo, mediante moléculas que son solubles en el agua o se dispersan en el  aire. En estos casos pueden producir variaciones fenotípicas que los hacen menos propensos a la depredación.
En el caso de Daphnia pulex, los juveniles reconocen los químicos secretados por su depredador (Chaoborus). En respuesta a esto, desarrollan colas largas y cabezas duras con forma de casco. Estas variaciones los hacen muy grande para las mandíbulas de su depredador. Estas varicaciones fenotípicas inducidas por el ambiente se conocen como morfos o ecomorfos. Los genes involucrados en el desarrollo de estos morfos,  son HOX3, extradenticle, y escargot. Estos genes están regulados río arriba (up-regulated) por los factores ambientales de Chaoborus durante el estado postembrionario. En los vertebrados también existen ejemplos de polifenismos inducidos por depredadores. En presencia de las larvas depredadoras de libélula (Anax), los renacuajos de las ranas arborícolas (Hyla versicolor) desarrollan una cola de color rojo brillante y una serie de músculos en el dorso que permiten distraer la atención del depredador y hacer vueltas complicadas para escapar de ellos. Estos cambios, pueden estar mediados por las hormonas corticosteriodes de respuesta al estrés.
La dieta también produce cambios en el desarrollo de varios organismos. En varias especies de hormigas, avispas y abejas, la dieta determina el desarrollo de las reinas fértiles. En las abejas melíferas, se cree que la alimentación rica en proteína ( royalactina) causa la desmetilación de genes particulares asociados con el crecimiento de los ovarios y la tasa metabólica.
De igual manera, en Onthophagus taurus la cantidad y calidad de la comida es el determinante de la longitud del cuerno del macho. Como se ha sugerido, la dieta puede cambiar los patrones de metilación de ciertos genes. Los ratones cuya madre tuvo una dieta baja en proteínas durante la gestación, presentan patrones de metilación que difieren de los de las camadas de ratones provenientes de madres con la nutrición adecuada. Esto se debe a que la metilación de la región promotora del gene PPARalfa (un gen que es crítico en la regulación del metabolismos de lípidos y carbohidratos) en ratas con dieta baja en proteínas, es 20% menor en comparación con las descendientes de ratas bien alimentadas y su actividad es 10 veces mayor.

### Pistas abióticas

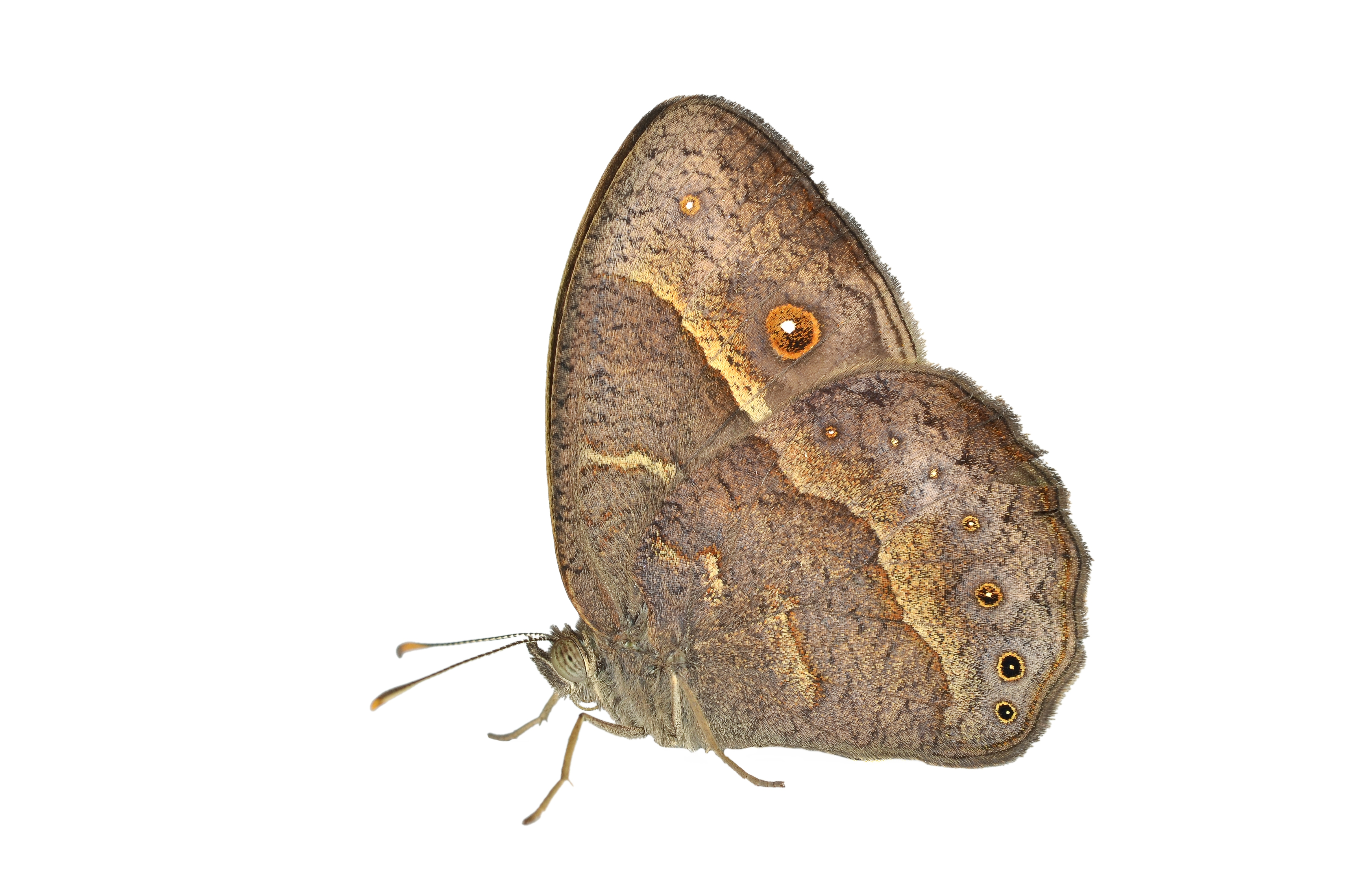
Bicyclus anynana

Las pistas abióticas, son señales ambientales como pueden ser temperatura, pH o la cantidad de agua, que inducen cambios fenotípicos en los organismos. En muchas especies de peces, tortugas, y caimanes, el sexo está determinado por la temperatura de incubación. Para el caso de Trachemys scripta, la temperatura aparentemente eleva los niveles de aromatasa, que es una enzima que convierte la testosterona a estrógenos. Estos estrógenos bloquean el factor de transcripción para producir  testículos (Sox9), permitiendo que funcionen los genes, que desencadenan el desarrollo de los ovarios. El límite para que ocurra la transformación sexual parece ser una característica heredable, y existe variación sustancial en estos límites en varias especies de tortugas. La temperatura también es determinante de fenotipos en varias especies de insectos. En la mariposa Bicyclus anynana, la oruga desarrolla una mariposa con “manchas oculares” en las alas cuando la metamorfosis ocurre en altas temperaturas. En temporadas frías, las orugas producen mariposas con “manchas oculares” menos conspicuas. En este caso, la discontinuidad tan tajante, está explicada por los picos en la producción de ecdisona.

### Presencia de organismos simbiontes

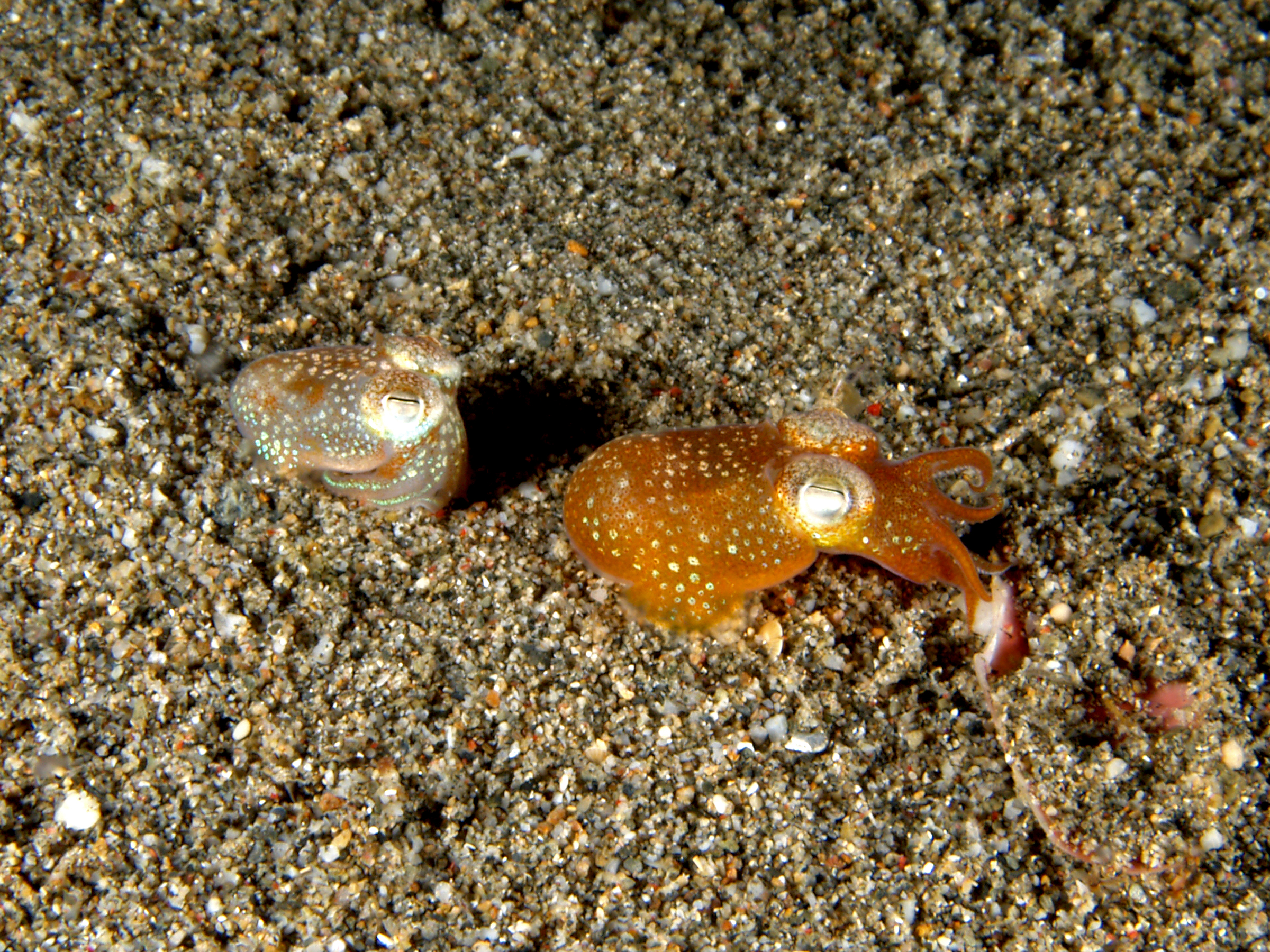
Euprymna scolopes

La presencia de organismos simbiontes también modifica el desarrollo de otros organismos. Los calamares recién eclosionados de Hawái (Euprymna scolopes) recolectan bacterias del agua del mar, y únicamente permiten que los miembros de la especie Vibrio fischeria se adhieran al tejido que se encuentra en la parte ventral del calamar y estas bacterias inducen apoptosis en el tejido que se convertirá en un órgano luminoso, y únicamente cuando han alcanzado cierta densidad bacteriana comienzan a emitir luz.
Para capturar estas células bacteriana E. scolopes secreta mucus en respuesta a péptidoglicanos (un componente de la  pared celular de la  bacteria). El moco inunda los  cilios en el área inmediata a los 6 poros del órgano de luz, y captura una gran cantidad de bacterias de diferentes especies. No obstante por un mecanismo desconocido V. fischeria es capaz de desplazar a las otras bacterias del mucus. Mientras Vibrio fischeria se agrega en el moco, estas bacterias deben utilizar sus flagelos para migrar a lo largo de los poros y hacia los ductos ciliados del órgano luminiscente, y soportar las barreas del hospedero para asegurar que solo V. fischeria sea el colonizador. La peroxidasa halida del calamar es la principal enzima responsable de elaborar este ambiente microbicida, usando el peróxido de hidrógeno como sustrato, no obstante Vibrio fischeria posee proteínas periplásmáticas que catalizan esta sustancia, permitiendo sobrevivir en este ambiente. Una vez que se encuentra en los ductos ciliados, V. fischeria nada hacia la antecámara, y coloniza las criptas epiteliales estrechas.

## Diferencias entre laeco-devoy laeco-evo-devo
La diferencia entre la eco-devo (biología ecológica del desarrollo) y la eco-evo-devo es que la segunda no solo estudia el papel de la ecología en el origen y la variación de los fenotipos, sino que también considera los efectos de dichas variaciones en el proceso evolutivo de las especies. Si bien el fenotipo es moldeado potenciales por la variación ambiental y las interacciones ecológicas, también los ambientes y las comunidades -y por lo tanto las presiones de selección- son modificados por las respuestas fenotípicas de los individuos que se encuentran dentro de ellos.  De esta manera, el fenotipo de los organismos no es solo un producto final de la selección natural, sino que es un proceso evolutivo que altera sus propias presiones de selección  y las de las especies con las que convive. A este proceso se le conoce como 'construcción del nicho'.

## Eco-evo-devo: relaciones entre ecología, evolución y biología del desarrollo
En mayor o menor medida, los organismos modifican varios aspectos de su ambiente  y construyen sus hábitats, tales como nidos, madrigueras, telarañas, etc. A menudo, esto implica que destruyan lo que era el hábitat de otra especie o, al contrario, que provean las condiciones para el crecimiento de otras. Por ejemplo, los bosques de kelp se benefician de y modifican las olas cerca de las costas y, al hacerlo, crean hábitats sumergidos que protegen a otras especies.
Day y colaboradores (2003) y Laland y colaboradores (2008) proponen que hay dos formas mediante las cuales los organismos se adaptan a su ambiente:
1) Como resultado de la selección natural, los organismos evolucionan y se adaptan al ambiente en el que se encuentran.
2) Los organismos modifican su ambiente para que éste se amolde a sus fenotipos.
Las modificaciones al ambiente que los organismos hacen, determinan en parte, las presiones de selección a las que ellos, sus descendientes e incluso otras especies están sujetos.  Algunas de estas modificaciones persisten a través de las generaciones y constituyen lo que Laland y colaboradores llaman “herencia ecológica”. Este tipo de información que pasa de una generación a otra tienen consecuencias importantes para la evolución de los organismos. Para la construcción del nicho, los organismos no son meros productos de la selección natural sino que también son co-actores de su propia evolución y la de las especies con las que interactúan. La construcción del nicho es, al mismo tiempo, un producto del desarrollo biológico y un proceso evolutivo. Es así como evolución, ecología y biología del desarrollo se  afectan mutuamente.

## Perspectivas en la biología ecológica y evolutiva del desarrollo
Los cambios en la herencia ambiental exponen la condición plástica de las características fenotípicas. Hasta el momento, no es claro cuál es el tipo de información que ha sido más relevante para la evolución, si la genética o la ambiental. Sin embargo, hay evidencia que sugiere que estas dos fuentes de variabilidad fenotípica se relacionan entre sí. Se ha planteado que las variaciones fenotípicas son más comunes que las variaciones inducidas genéticamente. Una gran cantidad de ejemplos ha sido recopilada recientemente en Jablonka y Raz (2009) y en.
La importancia del desarrollo para la biología evolutiva no está limitada al papel de los genes regulatorios. El estudio de la plasticidad del desarrollo apunta a algo inesperado en la teoría evolutiva, que el ambiente no solo selecciona la variación, sino que ayuda a construir variación, por lo que tres de los supuestos de la síntesis moderna que la biología ecológica de desarrollo ha complementado (sensu Gilbert y Epel 2009) son:
- La variación epigenética puede transmitirse de generación  en generación y por lo tanto es  sujeta a la selección natural.
- Los organismos pueden ser considerados como ecosistemas, compuestos de múltiples genotipos que interactúan uno con otro. Esto permite a la selección natural que “Equipos genéticos” y sus relaciones sean privilegiadas como unidad de selección.
- El ambiente puede instruir a la producción del fenotipo a partir del repertorio genético.

Para el caso de la producción del fenotipo a partir del repertorio genético, el término Heterocybernia (“Heterocyberny”), que es, la adaptación impulsada por la plasticidad, ha sido recientemente creado. Para esto, la respuesta fisiológica al ambiente se vuelve adaptativa en todas las situaciones que el organismo encuentra (sensu Gilbert y Epel 2009), y es expresada por vía genética, en lugar de ser inducida vía ambiental.
Por lo que, la herencia de caracteres nuevos observados durante el desarrollo, inducidos por el ambiente cuenta ya con los mecanismos epigenéticos para explicar estas inducciones.